# Vic du Monte's Persona Non Grata (album)
Vic du Monte's Persona Non Grata is het debuutalbum van de band Vic du Monte's Persona Non Grata.

## Track listing
| Nr. | Titel                 | Duur |
| --- | --------------------- | ---- |
| 1   | Hidden in Plain Sight | 3:05 |
| 2   | High on the Sly       | 3:46 |
| 3   | Strays                | 3:09 |
| 4   | Senators              | 2:43 |
| 5   | Yankee Dollar         | 3:48 |
| 6   | White Heat            | 2:04 |
| 7   | House of Cards        | 3:22 |
| 8   | 1-2 the Other         | 2:33 |
| 9   | Springtime in Berlin  | 2:52 |
| 10  | Crystal Missile       | 2:48 |
| 11  | But a Dream           | 3:04 |
| 12  | Dark Year             | 3:53 |

## Bandleden
- Chris Cockrell (Vic du Monte) - zang, gitaar, bluesharp
- James Childs - basgitaar, keyboard, zang
- Sargon Dooman - gitaar
- Alfredo Hernandez - drum